# Platooning

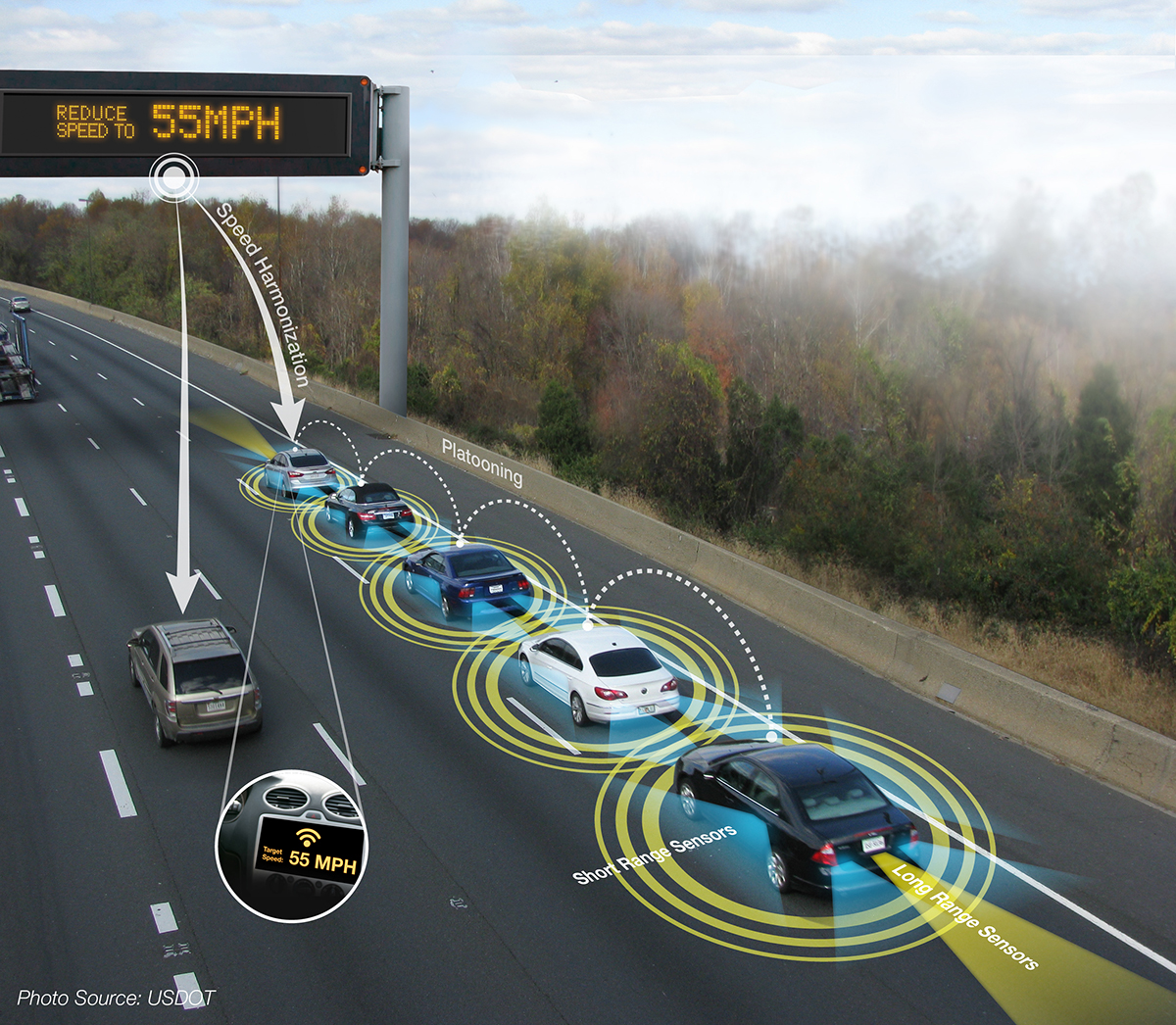
Grafik zur adaptiven Geschwindigkeitsregelung von vernetzten Fahrzeugen (Platooning)

Unter Platooning (von eng. Platoon für einen militärischen Zug), im Deutschen auch als elektronische Deichsel bezeichnet, versteht man ein in der Entwicklung befindliches System für den Straßenverkehr, bei dem mehrere Fahrzeuge mit Hilfe eines technischen Steuerungssystems in sehr geringem Abstand hintereinander fahren können, ohne die Verkehrssicherheit zu beeinträchtigen.

## Hintergrund
Von 2009 bis 2012 entwickelte das EU-Projekt SARTRE („Safe Road Trains for the Environment“) einen Prototyp bis zum Praxistest mit drei Fahrzeugen über etwa 200 Kilometer und 6 Meter Abstand in Spanien. 2017 testete Daimler als erster LKW-Hersteller die Technologie auf öffentlichen US-Highways.
Eine allgemeine kommerzielle Einführung des Platooning hätte erhebliche Auswirkungen auf den Straßenverkehr. Es erforderte zum einen rechtliche Änderungen, etwa der in der StVO in Deutschland, und veränderte zum anderen praktisch zum Beispiel die Abnutzung von Straßen.
Angestrebte Vorteile sind vor allem die Entlastung der Fahrzeugführer sowie ein geringerer Kraftstoffverbrauch bei Autobahn-üblichen Geschwindigkeiten wegen des verringerten Luftwiderstands im Windschatten. Das mögliche Führen mehrerer Fahrzeuge durch nur einen Fahrer im ersten Fahrzeug würde Speditionen neben  Kraftstoff- auch Personalkosten sparen. Weiterhin erhoffen Befürworter eine höhere Leistungsfähigkeit insbesondere der Autobahnen durch weniger Staugefahr. Schließlich ermögliche die automatisierte Kopplung sogar mehr Verkehrssicherheit.
Befürchtete Risiken liegen in der Systemsicherheit. Ähnlich wie bei zäh fließendem Verkehr könnten kleine Abweichungen der Geschwindigkeit eines Vorausfahrenden größere Abweichungen bei Nachfolgendem hervorrufen (siehe Nagel-Schreckenberg-Modell), was sich mit deren Anzahl zu „Resonanzchaos“ aufschaukeln würde. Störungen der Kommunikation könnten auch durch böswilliges Hacking verursacht werden. Zu klären sind Fragen der Mensch-Technik-Interaktion im Bezug auf diverse Verkehrssituationen (z. B. beim Überholvorgang, beim Öffnen und Schließen des Platoons usw.).